# 9-я пластунская стрелковая дивизия

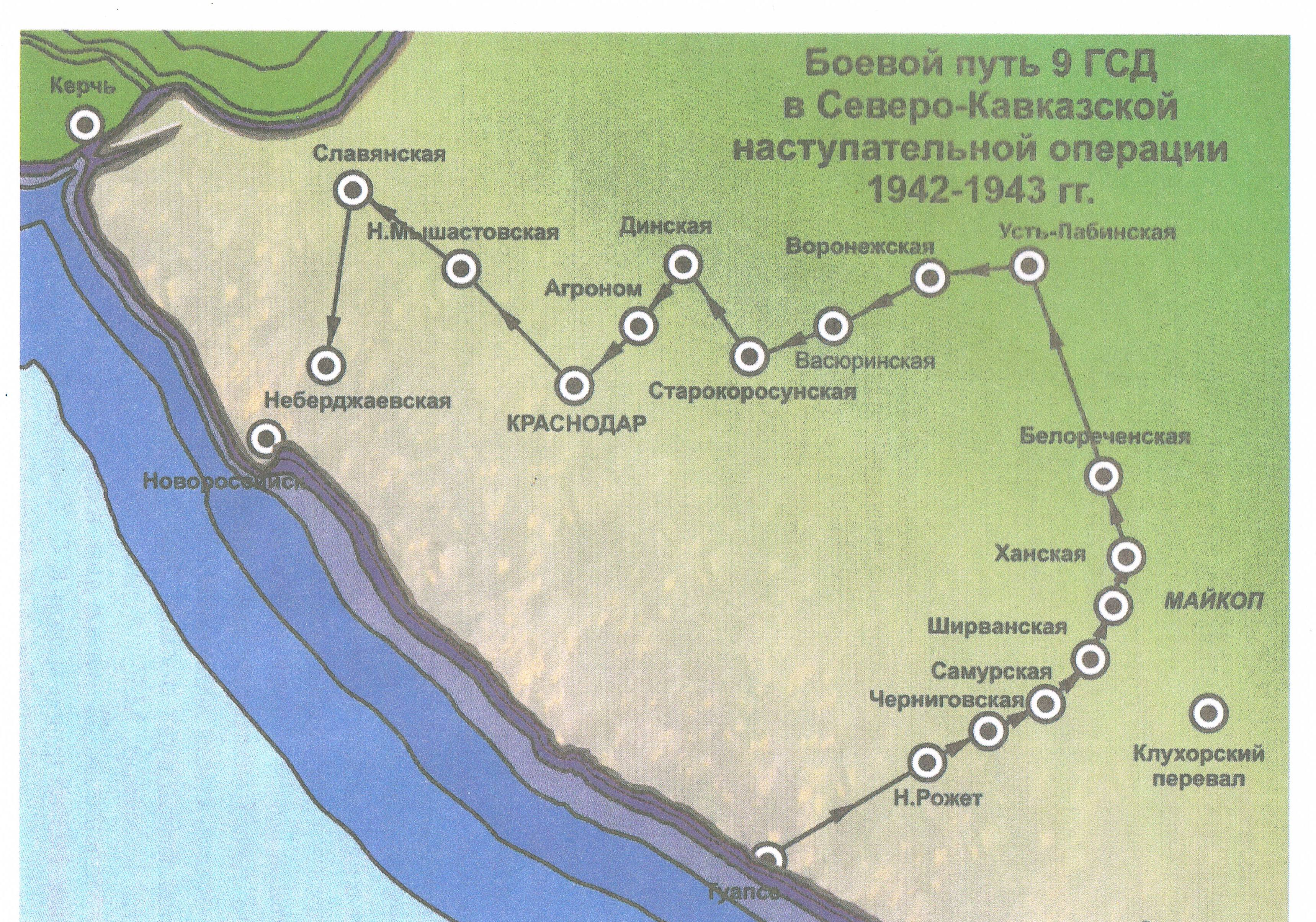
Боевой путь 9 ГСД в Северо-Кавказской наступательной операции.1942-1943

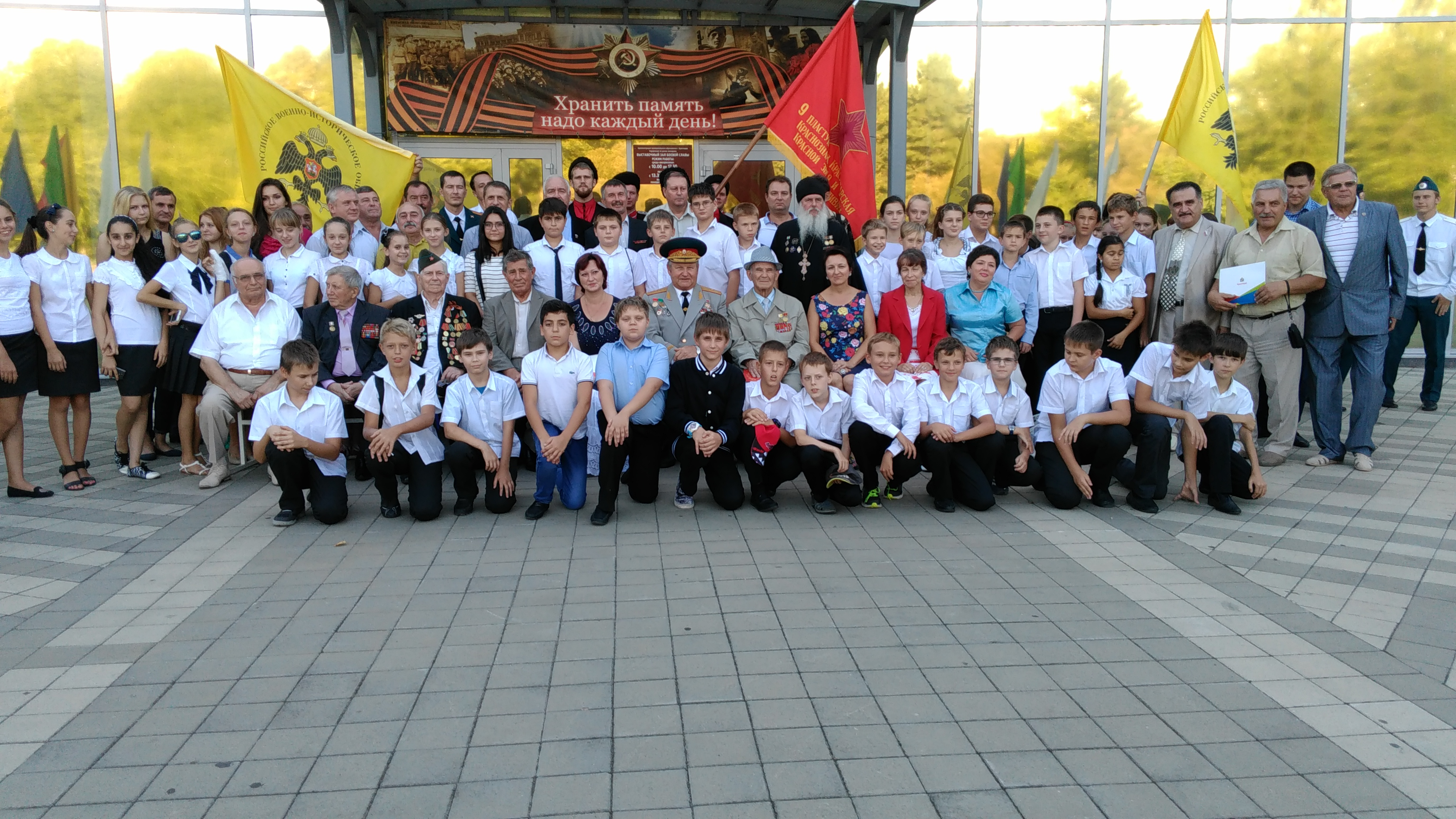
У боевого знамени 9-й пластунской дивизии. 70-летие возвращение дивизии в Краснодар 17.9.15.

9-я пластунская стрелковая Краснодарская Краснознамённая, орденов Кутузова и Красной Звезды, добровольческая дивизия имени Верховного Совета Грузинской ССР — единственное пластунское воинское соединение СССР в Великой Отечественной войне. Личный состав укомплектован в основном кубанскими казаками и обмундирован в казачью форму.

## История
Соединение имело наименования:
С июля 1918 года 1-я Курская советская пехотная дивизия; с сентября 1918 года 9-я пехотная дивизия (РККА) (1918 года); с октября 1918 года 9-я стрелковая дивизия (РККА) (1918 года); с 16.10.1921 года 1-я Кавказская стрелковая бригада и 2-я Кавказская стрелковая бригада; с 22.07.1922 года 1-я Кавказская стрелковая дивизия; с 1931 года 1-я горнострелковая дивизия; с 1936 года 9-я горнострелковая дивизия; с сентября 1943 года 9-я пластунская стрелковая дивизия; с июня 1946 года 9-я отдельная кадровая пластунская стрелковая бригада; 9.6.1949 года 9-я горнострелковая дивизия (СССР).

### Формирование
9-я пластунская стрелковая Краснодарская, Краснознамённая, орденов Кутузова и Красной Звезды добровольческая дивизия имени Верховного Совета ССР Грузии
сформирована 20 июля 1918 года, как 1-я Курская советская пехотная дивизия из красногвардейских и партизанских отрядов Курской, Льговской и Белгородской губерний.
В октябре 1918 года получила наименование 9-я стрелковая дивизия.
16 октября 1921 года дивизия переформировывается в 1-ю и 2-ю Кавказские бригады с дислокацией в Тбилиси и Батуми. А через 7 месяцев, 22 июля 1922 года, из этих двух бригад формируется 1-я Кавказская стрелковая дивизия.
В 1931 году дивизия переформировывается в горнострелковую дивизию.
21.05.1936 года переименована в 9-ю Кавказскую горнострелковую дивизию.

### 9-я пластунская стрелковая дивизия

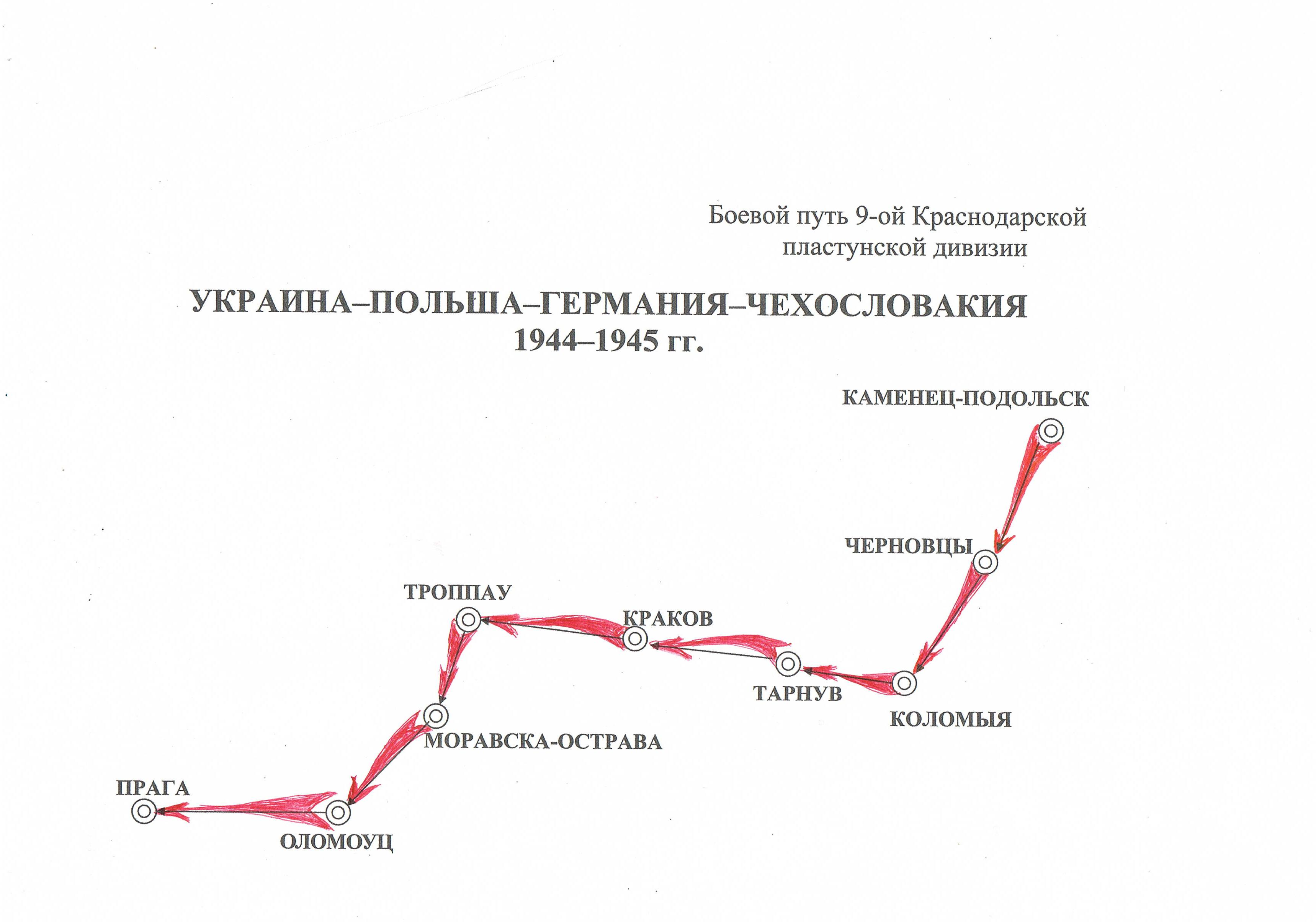
Боевой путь 9-й Краснодарской, Краснознамённой, орденов Кутузова и Красной Звезды добровольческой пластунской стрелковой дивизии имени Верховного Совета ССР Грузии. 1944—1945 гг. (Схема)

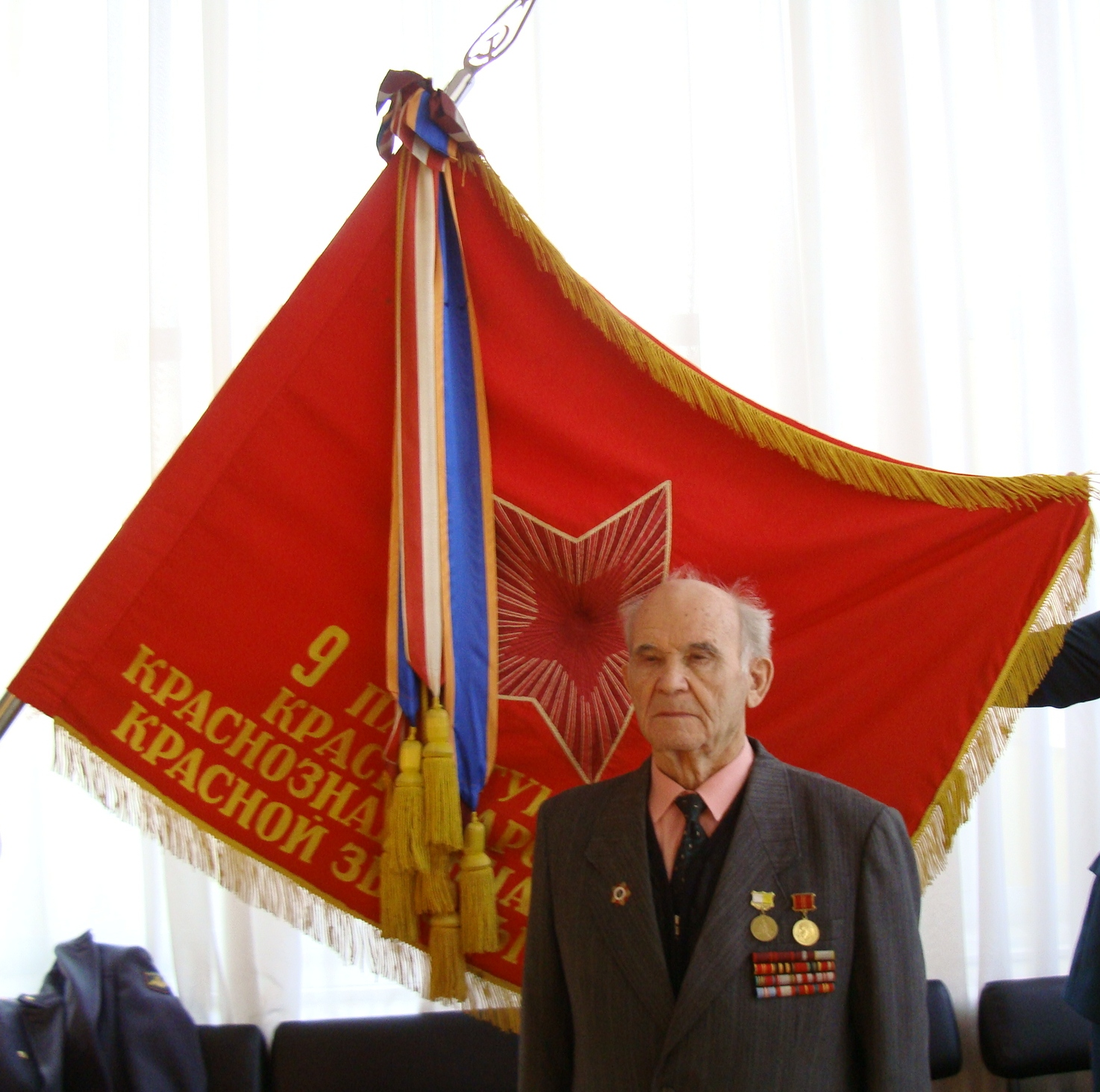
У Боевого Знамени 9-й пластунской дивизии пластун-артиллерист Богомолов Михаил Андреевич

В начале сентября 1943 года дивизия была выведена в резерв Ставки ВГК и переформирована в 9-ю пластунскую стрелковую Краснодарскую Краснознамённую ордена Красной Звезды дивизию имени ЦИК ССР Грузии, в основном из состава кубанских казаков. Полки дивизии делились на пластунские батальоны и сотни.
В составе Отдельной Приморской армии участвовала в январе — феврале 1944 года в обороне Таманского полуострова.

В начале марта 1944 года была включена в состав 69-й армии 4-го Украинского фронта, в конце апреля в составе 18-й армии, а с 20-го августа 1-го Украинского фронта. Участвовала в Львовско-Сандомирской, Висло-Одерской, Верхне-Силезской, Моравско-Остравской и Пражской операциях, освобождении городов Краков, Ратибор Рацибуж, Леобщютц (Глубчице), Троппау (Опава), Моравска-Острава (Острава).
 За образцовое выполнение заданий командования и проявленные при этом доблесть и мужество 26 апреля 1945 года дивизия награждена Орденом Кутузова 2-й степени. Войну закончила под Прагой.
За ратные подвиги в годы войны более 14 тысяч воинов дивизии были награждены орденами и медалями.

### Подчинение
- Северо-Кавказский фронт, на 01.10.1943 года
- Отдельная Приморская армия — с 21.10.1943 года. Приказ Ставки ВГК от 17.10.1943.
- 69-я армия —с 09.03.1944 года
- 18-я армия (95-й ск)— 29.04.1944
- 5-я гвардейская армия (33-й гв. СК) —21.08.1944
- 60-я армия (15-й ск) 26.08.1944-30.11.1944
- 5-я гвардейская армия 04.01.1945
- 60-я армия с 22 02.1945-12.03.1945 в резерве
- 60-я армия

### Состав
(на 11 мая 1945 года)
- 36-й пластунский стрелковый ордена Суворова полк
- 121-й пластунский стрелковый Краснознаменный полк
- 193-й пластунский стрелковый полк
- 1448-й самоходно-артиллерийский Краснознамённый полк[4].
- 256-й артиллерийский ордена Богдана Хмельницкого(II степени)[5] полк
- 55-й отдельный истребительно-противотанковый дивизион
- 26-я отдельная разведывательная рота
- 140-й отдельный сапёрный батальон
- 232-й отдельный батальон связи (1432-я отдельная рота связи)
- 123-й отдельный медико-санитарный батальон
- 553-я отдельная рота химической защиты
- 161-я автотранспортная рота
- 104-я полевая хлебопекарня
- 156-й дивизионный ветеринарный лазарет
- 203-я полевая почтовая станция
- 216-я полевая касса Государственного банка
- военный трибунал дивизии под председательством майора юстиции А. И. Полторака
- 544 озадн 9 пласт. див.

Периоды вхождения в состав Действующей армии:
- 5 сентября 1943 года — 17 октября 1943 года;
- 28 апреля 1944 года — 11 мая 1945 года.

Перечень № 5 Стрелковых, горнострелковых, мотострелковых и моторизованных дивизий, входивших в состав действующей армии в годы Великой Отечественной войны 1941—1945 гг. / А. П. Покровский. — М.: Министерство обороны, 1956. — 218 с.

## Преемники
Преемниками дивизии с передачей наград и наименований стали:
- С июня 1946 года по июнь 1949 — 9-я отдельная кадровая пластунская стрелковая Краснодарская, Краснознамённая, орденов Кутузова и Красной Звезды бригада имени Верховного Совета Грузинской ССР
- С 9 июня 1949 года по 1954 год вновь 9-я горнострелковая Краснодарская, Краснознамённая, орденов Кутузова и Красной Звезды дивизия с 17 января 1950 года пункт дислокации Майкоп
- С 10 июня 1954 года — 9-я стрелковая Краснодарская, Краснознамённая, орденов Кутузова и Красной Звезды дивизия имени Верховного Совета Грузинской ССР
- С мая 1957 года 80-я мотострелковая Краснодарская, Краснознамённая, орденов Кутузова и Красной Звезды дивизия
- С декабря 1964 года восстановлен номер дивизии- 9-я мотострелковая Краснодарская Краснознамённая орденов Кутузова и Красной Звезды дивизия имени Верховного Совета Грузинской ССР
- С октября 1992 года из 9-й мсд сформирована 131-я отдельная мотострелковая Краснодарская, Краснознамённая, орденов Кутузова и Красной Звезды, Кубанская казачья бригада
- С 1 февраля 2009 года 7-я Краснодарская Краснознамённая орденов Кутузова и Красной Звезды военная база с пунктом дислокации Гудаута, Абхазия

## Командование
В Гражданскую войну дивизией командовали
- Глаголев, Василий Павлович 03.09.1918 — 23.10.1918
- Молкочанов, Михаил Васильевич 23.10.1918 — 30.05.1919
- Орлов, Михаил Александрович 30.05.1919 — 18.09.1919
- Козицкий, Александр Дмитриевич 03.10.1919 — 17.10.1919
- Солодухин, Пётр Андрианович 17.10.1919 — 11.01.1920
- Куйбышев, Николай Владимирович11.01.1920 — 18.06.1921
- Козицкий, Александр Дмитриевич 07.07.1921 — 13.10.1921

В межвоенный период дивизией командовали
- 12.09.1922 — 1.12.1922 Великанов, Михаил Дмитриевич
- 30.12.1922 — 00.10.1927 Яновский, Александр Яковлевич
- 00.08.1931 — 15.05.1932 Ковалёв, Михаил Прокофьевич
- 05.1932 — 02.1935 командир-комиссар Драгилев, Владимир Григорьевич. В 1937 году  был репрессирован, расстрелян. В 1957 году реабилитирован.
- 19.02.1935 — 16.07.1937 комбриг Кевлишвили, Поликарп Гедеонович. В 1937 году  был репрессирован, расстрелян. В 1957 году реабилитирован.
- 08.1937 — 04.1939 полковник, с 17.02.1938 комбриг Сергеев, Всеволод Николаевич
- 4.05.1939 — 15.10.1941 полковник Маслов, Василий Тимофеевич

В период войны дивизией командовали:
- Маслов В. Т., Герой Советского Союза, полковник, (1941 год)[6]
- Дзабахидзе, Валериан Сергеевич, полковник (с 16.10.1941 по 15.03.1942)
- Евстигнеев, Михаил Васильевич, полковник (с 16.03.1942 по 06.03.1943)
- Шаповалов, Афанасий Ефимович, полковник ВРИО (с 07.03.1943 по 04.04.1943)
- Чёрный, Степан Макарович, подполковник (с 31.03.1943 полковник с 05.04.1943 по 01.07.1943)
- Шаповалов, Афанасий Ефимович, полковник ВРИО (с 04.09.1944 по 10.1944)
- полковник, (с 14.10.1943 генерал-майор) Метальников, Пётр Иванович- 05.09.1943 по 12.05.1945.

Начальники политотдела дивизии
- 9.1943-1945 полковник Петрашин, Иван Матвеевич

Заместители командира дивизии
- Шаповалов, Афанасий Ефимович, полковник (с 01.1943 по 28.4.1945 смертельно ранен)

В послевоенный период дивизией командовали:
- полковник А. И. Шагин 06.1946-12.1951
- полковник Н. А. Горбунов 01.1951-08.1953
- полковник Т. Т. Кусимов 08.1953- 09.1954
- полковник А. Е. Мамиконьян 09.1954-12.1954

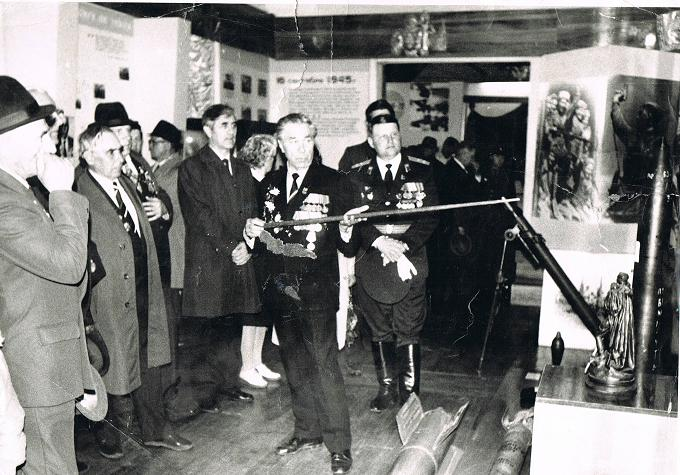
В музее боевой славы 9-й пластунской стрелковой дивизии пластун-артиллерист капитан Тарасенко М. Н. и комдив полковник Дорофеев А. А. Майкоп, 1988 г.

- В музее боевой славы 9-й пластунской стрелковой дивизии пластун-артиллерист капитан Тарасенко М. Н. и комдив полковник Дорофеев А. А. Майкоп, 1988 г.

## Награды и наименования
- в 1928 году — 1-й Кавказской стрелковой дивизии было присвоено имя «ЦИК ССР Грузии» (в последующем Верховного Совета Грузинской ССР);
- 29 февраля 1928 года —  Почётное революционное Красное Знамя — награждена постановлением Президиума Центрального Исполнительного Комитета СССР в ознаменование десятилетия РККА и отмечая боевые заслуги на различных фронтах гражданской войны, начиная с 1918—1919 г.[7]
- 22 марта 1936 года —  Орден Красной Звезды — награждена постановлением Центрального Испольнительного Комитета СССР за отличие в боях против белогвардейских войск в период Гражданской войны, помощь восставшим грузинским трудящимся в 1921 году и активную работу по укреплению Советской власти в Грузии и Армении (объявлено приказом Народного Комиссара Обороны СССР № 40 от 22 марта 1936 года) ;[8]
- 3 сентября 1943 года — почётное наименование «Краснодарская» — присвоено приказом Верховного Главнокомандующего от 3 сентября 1943 года за отличие при разгроме немецко-фашистских захватчиков на Кубани, освобождение Кубани и её краевого центра — города Краснодара
- 26 апреля 1945 года —  Орден Кутузова II степени — награждена указом Президиума Верховного Совета СССР от 26 апреля 1945 года за образцовое выполнение заданий командования в боях с немецкими захватчиками при овладении городами Штрелен, Рыбник и проявленные при этом доблесть и мужество.[9]

## Отличившиеся воины дивизии
- Гребенюк, Фёдор Николаевич, красноармеец, стрелок 193 пластунского стрелкового полка.
- Капитонов, Михаил Михайлович[10], разведчик 193-го пластунского полка, сержант. Участник Парада Победы.
- Карабанов, Степан Тимофеевич[11], командир отделения 140-го отдельного сапёрного батальона
- Кича, Павел Дмитриевич[12] Помощник командира разведвзвода 193-го пластунского полка, старший сержант. Участник Парада Победы.
- Шаров, Василий Иванович[13], механик-водитель САУ 1448-го самоходного артиллерийского полка